# Digital Frontier
Digital Frontier (デジタルフロンティア?) es un  estudio de producción de películas en Japón con un departamento de producción a gran escala CG distinguido. La empresa está equipada con estudio de captura de movimiento llamado "OPAKIS" en Odaiba, Tokio.
La compañía comenzó a producir trabajos CG en 1994 como una nueva sección de la TYO Image Enterprise. En 1997 Digital Frontier se trasladó a Daikanyama y se convirtió en una subsidiaria de TYO Corporation, tres años más tarde se convirtió en la empresa corporativa Digital Frontier Inc. como se le conoce hoy en día. Sus primeras obras son "Death Note" (película de imágenes reales) y "Appleseed" (película CG). En 2010, la empresa matriz de Digital Frontier cambió desde TYO Inc. a Fields Corporation, que está especializada en la planificación y desarrollo, y venta de máquinas de pachinko. La compañía cuenta con filiales en Malasia, Taiwán y Japón.

## Obras

### Películas de imágenes reales
- 2005: Tokyo Zombie
- 2006: Death Note
- 2006: Death Note the Last name
- 2008: L Change the WorLd
- 2008: Snakes and Earrings (Hebi ni Piasu)
- 2011: Usotsuki Mi-kun to Kowareta Ma-chan[7]
- 2011: GANTZ Part 1 & Part 2[8]
- 2013: Jellyfish Eyes[9]
- 2013: Tabidachi no Shimauta ～　Jyugo no Haru ～[10]

### Películas de animación
- 2004: Appleseed
- 2006: Forest of Cats- Atagoal[11]
- 2007: Appleseed Ex Machina
- 2008: Resident Evil: Degeneration[12]
- 2009: Summer Wars
- 2011: Tekken: Blood Vengeance[13]
- 2012: Ookami kodomo no Ame to Yuki (The Wolf Children)
- 2012: Resident Evil: Damnation[14]

### Videojuegos
- 2005: Sengoku Basara
- 2005: Rogue Galaxy
- 2006: Onimusha: Dawn of Dreams
- 2006: OneChanbara: Bikini Samurai Squad
- 2007: Lost Odyssey
- 2008: Metal Gear Solid 4: Guns of the Patriots
- 2008: White Knight Chronicles
- 2008: OneChanbara: Bikini Zombie Slayers
- 2008: Tekken 6: Bloodline Rebellion
- 2010: Yakuza 4
- 2010: Vanquish
- 2011: Ryū ga Gotoku Of the End
- 2011: Tekken Tag Tournament 2
- 2012: Ryu ga Gotoku 5
- 2013: METAL GEAR RISING REVENGEANCE
- 2018: Super Smash Bros Ultimate